# Bandera de la República Democrática Alemana
La bandera de la República Democrática Alemana era muy similar a la actual bandera alemana y la bandera de la República de Weimar. Durante los primeros años la bandera empleada en la Alemania oriental era idéntica a la empleada en la Alemania occidental, hasta que en 1959 se adoptó una nueva versión que incluía el escudo en el centro y que estuvo vigente hasta la desaparición de la RDA en 1990.

## Significado
Las tres franjas horizontales de la bandera, de color negro, rojo y amarillo, son iguales que las dispuestas en la bandera de la República Federal, pero el escudo de armas de la República Democrática se ubica en el centro a fin de distinguirla. La descripción oficial estaba contenida en el artículo 1 de la Constitución de la República Democrática Alemana, que expresa:

«[...]La bandera estatal de la República Democrática Alemana consiste de los colores negro, rojo y oro, y luce en el centro de ambos lados el escudo estatal de la República Democrática Alemana.[...]»

El escudo contiene a su vez un martillo, que representa a los trabajadores industriales, y un compás, que simboliza a los intelectuales, rodeados por espigas de trigo que representan a los agricultores. Esta simbología se corresponde con lo expresado por el artículo 2 de la Constitución, que afirma que:

«Los cimientos inviolables de la sociedad socialista son provistos por la firme alianza de la clase trabajadora con los agricultores cooperativos, la inteligencia y otros sectores de la población [...]»

## Historia

Bandera de la RDA (1949-1959)

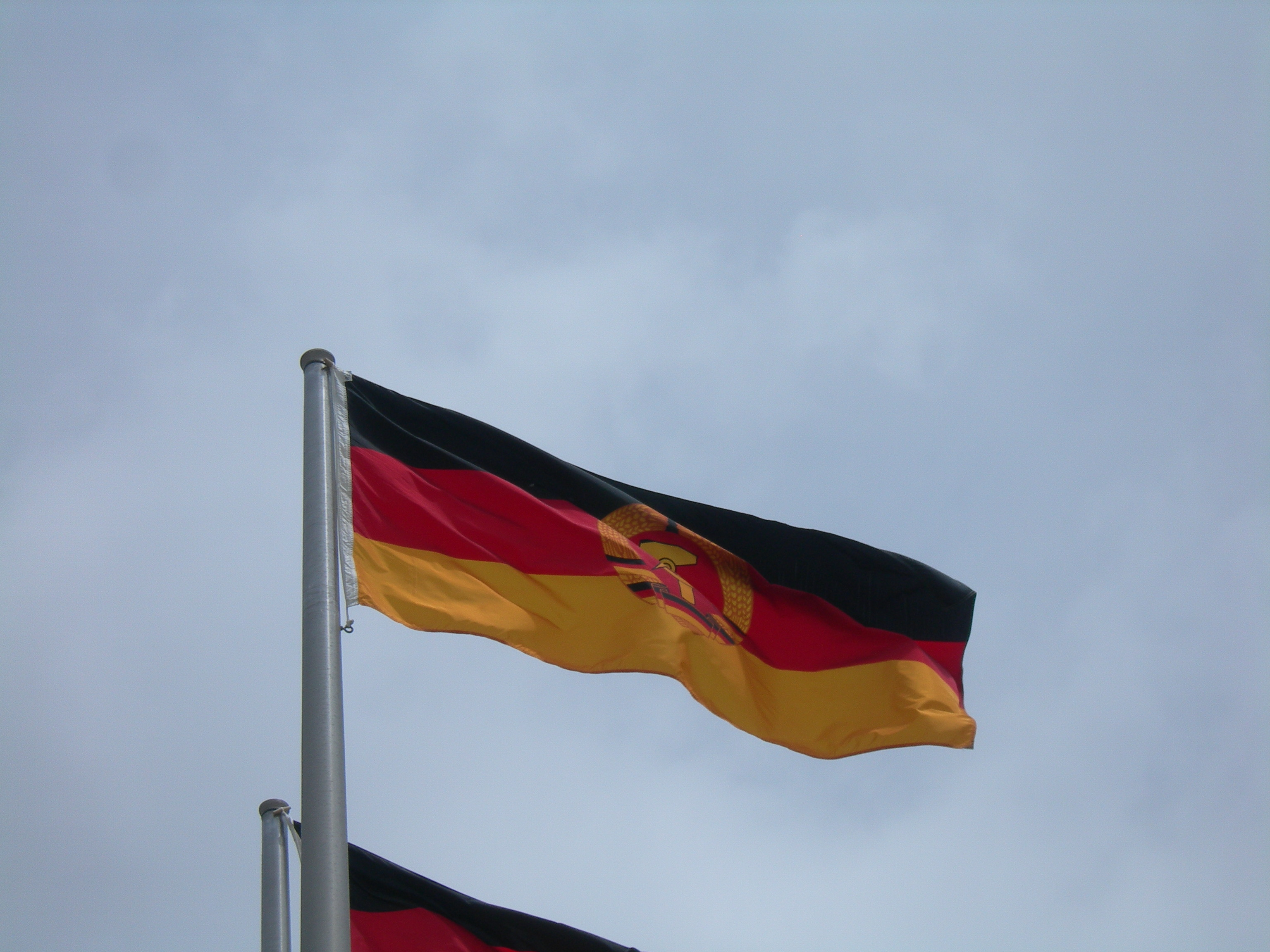
Bandera de la RDA ondeando.

Inicialmente, la bandera de la República Democrática Alemana fue la misma que la de la República Federal Alemana (conocida como Alemania Occidental). En vista de que los esfuerzos para la reunificación no prosperaban y la continuidad de la Guerra Fría, en 1959 se añadió al centro de la bandera el escudo estatal, diseñado en 1955.
El uso de la bandera alemana oriental en Alemania Occidental (y Berlín Occidental) era ilegal, aunque en 1969 se revirtió esta política, con el comienzo de la "Ostpolitik" del canciller federal Willy Brandt. 
En octubre de 1990, con la reunificación alemana y la desaparición de la República Democrática Alemana, se extendió el uso de la bandera actual de Alemania a todo el antiguo territorio de la RDA.

## Otras banderas

### Banderas de uso civil

Pabellón civil (1959-1973)
Bandera del servicio de Protección Civil de la Alemania Oriental
Bandera de Deutsche Post (1959-1973)
Bandera de  Deutsche Post (1975-1990)
Bandera del Equipo olímpico unificado alemán (1960-1968)
Bandera sin el emblema, usada por quienes apoyaron la reunificación alemana tras la caída del muro de Berlín (1989-1990)

### Banderas militares

Bandera del Ejército Popular Nacional (NVA)
Estandarte regimental del Ejército Popular Nacional (NVA)
Bandera de los buques de guerra de la Armada Popular
Bandera de los buques de apoyo de la Armada Popular
Bandera de los buques guardacostas de la Armada Popular
Bandera de los buques guardacostas de las Tropas de Frontera de la RDA

### Banderas presidenciales

Estandarte del Presidente de la RDA (1955-1959).[1]
Estandarte del Presidente del Consejo de Estado (1960-1990).
Bandera del Presidente del Consejo de Defensa Nacional.